# Marcos Ondruska
Marcos Ondruska (* 18. Dezember 1972 in Bloemfontein) ist ein ehemaliger südafrikanischer Tennisspieler.

## Leben
Ondruska wuchs als Kind tschechoslowakischer Eltern in Südafrika auf. 1989 wurde er Tennisprofi und gewann im selben Jahr in Durban sein erstes Challenger-Turnier. Im darauf folgenden Jahr konnte er auch ein erstes Challengerturnier im Doppel gewinnen. 1992 stand er erstmals im Finale eines ATP-Turniers, bei den nur ein einziges Mal ausgetragenen Cologne Open in Köln unterlag er Bernd Karbacher in zwei Sätzen, und auf seinem Weg ins Halbfinale der Miami Masters 1993 schlug er Michael Chang und Michael Stich. Insgesamt stand er drei Mal im Finale eines ATP-Turniers, konnte jedoch keines für sich entscheiden. Im Doppel war er deutlich erfolgreicher, allein 1996 gelangen ihm an der Seite wechselnder Partner drei Turniersiege, seinen letzten Sieg feierte er in Long Island, welches er zusammen mit David Prinosil gewann. Seine höchste Notierung in der Tennisweltrangliste erreichte er 1993 mit Position 27 im Einzel 34 im Doppel.
Sein bestes Einzelergebnis bei einem Grand-Slam-Turnier war das Erreichen des Achtelfinales bei den Australian Open 1996. In der Doppelkonkurrenz erreichte er 1993 an der Seite von John-Laffnie de Jager das Halbfinale der Australian Open.
Ondruska spielte zwischen 1993 und 2001 21 Einzel- und eine Doppelpartie für die südafrikanische Davis-Cup-Mannschaft. 1995 und 1996 stand er mit seiner Mannschaft im Viertelfinale der Weltgruppe, beide gingen jeweils 4-1 verloren. Er konnte dabei von seinen vier Einzeln nur eines, gegen den Italiener Renzo Furlan für sich entscheiden. Generell war seine Bilanz positiv, seinen einzigen Einsatz im Doppel konnte er an der Seite von Wayne Ferreira gewinnen, seine Einzelbilanz war 12-9. Bei den Olympischen Sommerspielen 1996 trat er für Südafrika an und schied in der zweiten Runde gegen Christian Ruud aus, nachdem er zuvor gegen Goran Ivanišević gesiegt hatte.

## Erfolge
| Legende (Anzahl der Siege)    |
| Grand Slam                    |
| Tennis Masters Cup            |
| ATP Masters Series            |
| ATP International Series Gold |
| ATP International Series (4)  |
| ATP Challenger Series (20)    |

| Titel nach Belag |
| Hartplatz (3)    |
| Sand (1)         |
| Rasen            |
| Teppich          |

### Einzel

#### Turniersiege
| Nr. | Datum              | Turnier  | Belag     | Finalgegner         | Ergebnis      |
| --- | ------------------ | -------- | --------- | ------------------- | ------------- |
| 1.  | 6. August 1989     | Durban   | Hartplatz | Ugo Colombini       | 6:4, 6:4      |
| 2.  | 15. September 1991 | Azoren   | Hartplatz | Henrik Holm         | 6:3, 2:6, 7:6 |
| 3.  | 12. Juli 1992      | Ulm      | Sand      | Marc-Kevin Goellner | 7:6, 6:1      |
| 4.  | 1. November 1992   | Brest    | Hartplatz | Bernd Karbacher     | 5:7, 6:3, 6:0 |
| 5.  | 24. Mai 1998       | Budapest | Sand      | Davide Sanguinetti  | 4:6, 7:5, 7:6 |
| 6.  | 24. Oktober 1999   | Houston  | Hartplatz | James Sekulov       | 7:6, 6:1      |
| 7.  | 14. November 1999  | Miami    | Hartplatz | Radek Štěpánek      | 6:2, 6:2      |

#### Finalteilnahmen
| Nr. | Datum              | Turnier    | Belag     | Finalgegner     | Ergebnis      |
| --- | ------------------ | ---------- | --------- | --------------- | ------------- |
| 1.  | 20. September 1992 | Köln       | Sand      | Bernd Karbacher | 6:74, 4:6     |
| 2.  | 28. Februar 1993   | Scottsdale | Hartplatz | Andre Agassi    | 2:6, 6:3, 3:6 |
| 3.  | 20. Oktober 1996   | Tel Aviv   | Hartplatz | Javier Sánchez  | 4:6, 5:7      |

### Doppel

#### Turniersiege

##### ATP Tour
| Nr. | Datum              | Turnier     | Belag     | Partner          | Finalgegner                    | Ergebnis |
| --- | ------------------ | ----------- | --------- | ---------------- | ------------------------------ | -------- |
| 1.  | 14. Januar 1996    | Auckland    | Hartplatz | Jack Waite       | Jonas Björkman Brett Steven    | kampflos |
| 2.  | 29. September 1996 | Palermo     | Sand      | Andrew Kratzmann | Cristian Brandi Emilio Sánchez | 7:6, 6:4 |
| 3.  | 20. Oktober 1996   | Tel Aviv    | Hartplatz | Grant Stafford   | Noam Behr Eyal Erlich          | 6:3, 6:2 |
| 4.  | 24. August 1997    | Long Island | Hartplatz | David Prinosil   | Mark Keil T. J. Middleton      | 6:4, 6:4 |

##### Challenger Tour
| Nr. | Datum              | Turnier       | Belag     | Partner            | Finalgegner                           | Ergebnis        |
| --- | ------------------ | ------------- | --------- | ------------------ | ------------------------------------- | --------------- |
| 1.  | 7. Juli 1991       | Salerno       | Sand      | Nicolás Pereira    | Emilio Benfele Álvarez Pietro Pennisi | 6:4, 6:4        |
| 2.  | 26. September 1992 | Bukarest      | Sand      | Horacio de la Peña | Jean-Philippe Fleurian Markus Naewie  | 6:4, 6:2        |
| 3.  | 22. September 1996 | Bad Saarow    | Sand      | Jens Knippschild   | Paul Rosner Joost Winnink             | 6:3, 6:3        |
| 4.  | 5. Juli 1998       | Venedig       | Sand      | Nebojša Đorđević   | Massimo Bertolini Sander Groen        | 1:6, 6:1, 6:2   |
| 5.  | 1. November 1998   | Brest         | Hartplatz | Neville Godwin     | Rodolphe Gilbert Lionel Roux          | 4:6, 6:1, 6:4   |
| 6.  | 15. November 1998  | Las Vegas (1) | Hartplatz | Byron Talbot       | David Di Lucia Michael Sell           | 7:6, 6:3        |
| 7.  | 11. April 1999     | Neapel        | Sand      | Jack Waite         | Massimo Bertolini Cristian Brandi     | 6:4, 7:6        |
| 8.  | 6. Juni 1999       | Fürth         | Sand      | Nebojša Đorđević   | Diego del Río Martin Rodríguez        | 4:6, 6:3, 6:4   |
| 9.  | 11. Juni 1999      | Ostende       | Sand      | Steven Randjelovic | Xavier Malisse Wim Neefs              | 6:2, 6:4        |
| 10. | 26. September 1999 | Austin        | Hartplatz | Wesley Whitehouse  | Paul Goldstein Adam Peterson          | 7:5, 4:6, 6:2   |
| 11. | 11. Juni 2000      | Surbiton      | Rasen     | Jeff Coetzee       | Jared Palmer Jonathan Stark           | 7:63, 7:66      |
| 12. | 24. September 2000 | Houston       | Hartplatz | Brent Haygarth     | James Blake Kevin Kim                 | 6:4, 6:2        |
| 13. | 5. November 2000   | Las Vegas (2) | Hartplatz | Jeff Coetzee       | Mardy Fish Andy Roddick               | 6:79, 7:66, 6:1 |

#### Finalteilnahmen
| Nr. | Datum            | Turnier      | Belag         | Partner       | Finalgegner               | Ergebnis      |
| --- | ---------------- | ------------ | ------------- | ------------- | ------------------------- | ------------- |
| 1.  | 21. Februar 1993 | Philadelphia | Hartplatz (i) | Brad Pearce   | Jim Grabb Richey Reneberg | 7:6, 3:6, 0:6 |
| 2.  | 4. April 1993    | Durban       | Hartplatz     | Johan de Beer | Lan Bale Byron Black      | 6:7, 2:6      |